# كعب ذي العنان
الكعب ذو العنان أو إيوتا ممسك الأعنة Iota Aurigae اسمه التقليدي Al Kab وهو مشتق من الاسم العربي. وهو نظام نجمي في كوكبة ممسك الأعنة وينتمي إلى الفئة الطيفية K وهو عملاق متألق ويملك قدر ظاهري +2.69 ويبعد 512 سنة ضوئية عن الأرض.
أُكتشف في عام 2007 وجود رفيقين لهذا النجم وهما عبارة عن قزمان بنيان يدور كل منهما بفترة سنتين و4 سنين.